# Feriados na Coreia do Norte
Esta é uma lista de feriados na Coreia do Norte. Desde 2017, a Coreia do Norte tem 71 feriados e folgas oficiais, incluindo domingos. No passado, o Estado fornecia aos norte-coreanos os mantimentos necessários para a comemoração dos feriados. Recentemente, com a mercantilização, as pessoas costumam comprar os bens de que precisam.
O Dia do Sol, comemorado em 15 de abril, no dia do nascimento do fundador do país, Kim Il-Sung, é o feriado mais importante do país. O segundo mais importante é o Dia da Estrela Brilhante em 16 de fevereiro, aniversário de Kim Jong-il. Outros feriados de grande importância são o Dia da Fundação do Partido (10 de outubro) e o Dia da Fundação da República (9 de setembro). Os norte-coreanos costumam realizar seus casamentos em feriados nacionais importantes.
Lançamento de foguetes e satélites, teste de mísseis e armas nucleares não são oficialmente feriados. Entretanto, é comum que os norte-coreanos comemorem os aniversários de tais feitos. Esses acontecimentos também são comumente realizados em datas de feriados nacionais, como forma de comemoração.

## Lista
| Nome                                                                                            | Date                                    | Razão | Observação |
| ----------------------------------------------------------------------------------------------- | --------------------------------------- | --- | --- |
| Ano-Novo                                                                                        | 1º de Janeiro                           | Início do Calendário Gregoriano. | Além do show que se inicia na Véspera de Ano-Novo (31 de Dezembro), a Coreia do Norte inicia o ano com queima de fogos de artifício e uma cerimónia de hasteamento da bandeira nacional. Durante a manhã deste dia, a Praça Kim Il Sung é transformada é um parque com jogos tradicionais coreanos para as crianças. A data também marca o início do Calendário Juche. A Coreia do Norte também comemora, noutra data, o início do Calendário Coreano. |
| Dia Chosŏn'gŭl                                                                                  | 15 de Janeiro                           | O dia comemora a invenção do Hunminjeongeum em 15 de janeiro de 1444 e a proclamação, em 9 de outubro de 1446, do Chosongul, o alfabeto nativo da língua coreana. | O Rei Sejong, o Grande, inventor do Chosŏn'gŭl, é um dos líderes coreanos mais honrados, tanto na Coreia do Norte quanto na do Sul. |
| Dia do Exército                                                                                 | 8 de Fevereiro                          | A data é comemorada no dia em que Exército Popular da Coreia foi convertido para um exército regular.                                                             | O Exército Popular da Coreia foi convertido em um exército regular desde 8 de Fevereiro de 1948, e até 1978 foi-se comemorado o Dia do Exército em 8 de Fevereiro. Em 1978, a data foi movida para 25 de Abril, a data que o Exército Popular da Coreia foi fundado como um exército de guerrilha revolucionária antiJapão. Em 2015, a data foi restabelecida, mas a data de 25 de Abril seguiu sendo comemorada como "Dia da Fundação Militar".       |
| Dia do Generalíssimo                                                                            | 14 de Fevereiro                         | Honra o dia que Kim Jong Il recebeu o título de "Generalíssimo da República Popular Democrática da Coreia".                                                       | Kim Jong Il recebeu o título de Generalíssimo em 14 de Fevereiro de 2012, uma homenagem ao seu 70º aniversário. |
| Dia da Estrela Brilhante                                                                        | 16 de Fevereiro                         | Aniversário de Kim Jong Il. | É o segundo feriado mais importante do país, tem duração de dois dias. |
| Dia de Plantar Árvores                                                                          | 2 de Março                              | Pessoas em todo país plantam árvores. | Semelhante ao Dia da Árvore. |
| Dia Internacional da Mulher Trabalhadora                                                        | 8 de Março                              | Comemora a história e a luta das mulheres no país e no mundo. | A data é marcada por eventos da União Socialista das Mulheres da Coreia, além de homenagem heroínas coreanas, como Kim Jong Suk e Kang Pan Sok. |
| Seotdal Geumeum                                                                                 | Último dia do 12º mês lunar             | Último dia no Calendário Coreano. | Mesmo não seguindo oficialmente o Calendário Coreano, toda península coreana mantém comemorações em referência ao mesmo. Por outro lado, norte-coreanos costumam passar a data com familiares e amigos, enquanto a Coreia do Sul costuma fazer grandes eventos. |
| Seolmyeongjeol                                                                                  | 1º Dia do 1º Mês Lunar                  | Ano-Novo no Calendário Coreano. | Mesmo não seguindo oficialmente o Calendário Coreano, toda península coreana mantém comemorações em referência ao mesmo. Por outro lado, norte-coreanos costumam passar a data com familiares e amigos, enquanto a Coreia do Sul costuma fazer grandes eventos. |
| Dia do Sol                                                                                      | 15 de Abril                             | Aniversário de Kim Il Sung | É o feriado mais importante do país, tem duração de três dias. |
| Dia de Kang Pan Sok                                                                             | 21 de Abril                             | Comemora o aniversário de Kang Pan Sok. | Kang Pan Sok foi uma ativista comunista que lutou pela independência coreana durante a ocupação japonesa da Coreia. |
| Dia da Fundação Militar                                                                         | 25 de Abril                             | Comemora-se o dia em que Kim Il Sung fundou o Exército Revolucionário do Povo Coreano, exército guerrilheiro que precedeu o Exército Popular da Coreia.           | A data substituiu o Dia do Exército entre 1978 e 2015. A partir de 2015, ambas datas passaram a ser comemoradas. |
| Daeboreum                                                                                       | 15º Dia do Primeiro 1º Mês Lunar        | Celebra a Primeira Lua Cheia do Ano. | Baseado no Calendário Coreano |
| Meoseumnal                                                                                      | 1º Dia do 2º Mês Lunar                  | Homenagem ao Festival histórico "Meoseumnal: Dia dos Servidores".                                                                                                 | Baseado no Calendário Coreano. O Meoseumnal é uma homenagem ao feriado do final do século XIX, o "Dia dos Servidores": um rito de passagem onde garotos produziam para adultos, os serviam e assim passavam a ser considerados adultos. |
| Samjinnal                                                                                       | 3º Dia do 3º Mês Lunar                  | Festival de origem incerta, provavelmente referencia-se ao Jantar no Rio Qushui durante a Dinastia Zhou.                                                          | Baseado no Calendário Coreano |
| Hansik                                                                                          | 105º dia Depois do Solstício de Inverno | Dia de dar boas-vindas ao tempo quente | Baseado no Calendário Coreano |
| Chopail                                                                                         | 8º Dia do 4º Mês Lunar                  | Aniversário de Buda | Baseado no Calendário Coreano |
| Dia Internacional dos Trabalhadores                                                             | 1º de Maio                              | Celebra as conquistas sociais e econômicas dos trabalhadores | Data de grande importância na cultura norte-coreana. Os trabalhadores do país organizam feiras, competições de jogos e esportes. O maior estádio do mundo, que fica em Pyongyang, é batizado em homenagem à data: Estádio Primeiro de Maio Rungrado. |
| Dia da Fundação da União das Crianças da Coreia                                                 | 6 de Junho                              | Comemoração em referência à data de 6 de junho de 1946, quando a União das Crianças da Coreia foi fundada                                                         | Assim como no Brasil, o Dia das Crianças não é um feriado oficial na Coreia do Norte. Porém, em 1º de Junho, as escolas, crianças e seus pais costumam praticar jogos e outras atividades desportivas. |
| Aniversário do início do trabalho de Kim Jong Il no Comitê Central do Partido dos Trabalhadores | 19 de Junho                             | Celebra a graduação de Kim Jong Il, em 1946, na Universidade Kim Il Sung e o início de suas atividades no Partido dos Trabalhadores da Coreia                     | Mesmo antes da oficialização em 2015, norte-coreanos já comemoravam o feito. |
| Surinal                                                                                         | 5º Dia do 5º Mês do Calendário Lunar    | Rito espiritual histórico da Confederação Mahan | Baseado no Calendário Coreano. |
| Dia das Forças Estratégicas                                                                     | 3 de Julho                              | Comemora a fundação, em 3 de Julho de 1999, das Forças Estratégicas do Exército Popular Coreano                                                                   | O feriado mais recente a ser oficializado pela Assembleia Popular Suprema, em 24 de Junho 2016. |
| Dia da Vitória na Grande Guerra de Libertação da Pátria                                         | 27 de Julho                             | Comemora a assinatura, em 1953, do Acordo de Armistício Coreano                                                                                                   | Na data, shows em homenagem aos veteranos da Guerra da Coreia e paradas milites são comuns. Mesmo com a divisão da península, a Coreia do Norte considera o Acordo de Armistício Coreano como uma vitória, cidadãos e militares costumam fazer a comparação de uma briga entre um coelho e um logo: "mesmo que o coelho saia ferido, ele seguirá sendo considerado um vencedor".                                                                       |
| Dia da Libertação da Pátria                                                                     | 15 de Agosto                            | Comemorado em referência à saída do Japão da Península Coreana em 1945                                                                                            | Em 1910, a Coreia foi anexada totalmente pelo Império do Japão. A anexação durou até 1945, quando o Japão se rende na Segunda Guerra Mundial, e deixa península. |
| Dia de Songun                                                                                   | 25 de Agosto                            | O feriado faz referência à Política Songun, política norte-coreana desenvolvida e aplicada por Kim Jong Il para superar a Marcha Árdua                            | O feriado foi oficializado em 2013, a data escolhida faz referencia à inspeção da 105ª Divisão Blindada dos Guardas de Seul Ryu Kyong Sude do Exército Popular da Coreia, em 25 de Agosto de 1960, a data costuma ser referenciada como "começo da Liderança Revolucionária Songun". |
| Fundação do Governo Popular                                                                     | 9 de Setembro                           | Fundação da República Popular Democrática da Coreia em 9 de Setembro de 1948                                                                                      | Essa data funciona como o Dia Nacional da Coreia do Norte. Neste dia, apresentações de arte, exposições, eventos esportivos e reportagens são realizados. Nos anos do jubileu (ex: 60 anos, 65 anos), acontecem desfiles militares na Praça Kim Il Sung com a participação do líder da Coreia do Norte. Também é comum que novas crianças sejam admitidas no União das Crianças Coreanas nesta data.                                                   |
| Yudu                                                                                            | 15º Dia do 6º Mês Lunar                 | "Festival de Verão" ou "Festival da Água". | Baseado no Calendário Coreano. A palavra significa, literalmente, "imergir a cabeça em água", as pessoas costumam lavar o cabelo em águas que correm em direção ao leste. Leste significa "azul", cor símbolo de juventude e atividade na cultura coreana, e também é a direção da energia positiva (yang). |
| Chilseok                                                                                        | 7º Dia do 7º Mês Lunar                  | Referência ao Conto Chinês "O Vaqueiro e a Tecelã", é semelhante ao "Dia dos Namorados"                                                                           | Baseado no Calendário Coreano. Coreanos costumam tomar banho para uma boa saúde nesta. A data também é considerada a última para se comer alimento a base de trigo, pois depois vem as temporadas mais frias. Por isso, é tradicional comer macarrão de farinha de trigo, bolos de trigo grelhados e panquecas de trigo chamadas miljeonbyeong. |
| Baekjung                                                                                        | 15º Dia do 7º Mês Lunar                 | Festival dos Fantasmas | Baseado no Calendário Coreano. Festival que faz referência aos mortos, é comum fazer refeições com uma cadeira da mesa vazia, dedicada aos espíritos. |
| Chuseok                                                                                         | 15º Dia do 8º Mês Lunar                 | Festival de Meio do Outono da Coreia do Norte | Baseado no Calendário Coreano. E um dos feriados preferidos na Coreia do Norte |
| Dia da Fundação do Partido                                                                      | 10 de Outubro                           | Comemora a fundação do Partido que precedeu o Partido dos Trabalhadores da Coreia em 10 de Outubro de 1945                                                        | As celebrações ocorrem com apresentações de música e dança, inclusive bailes públicos, além de discursos e palestras sobre a história revolucionária do Partido e do pais. |
| Jungyangjeol                                                                                    | 9º Dia do 9º Mês do Calendário Lunar    | Para celebrar e cultivar a boa saúde | Baseado no Calendário Coreano. É costume consumir folhas de crisântemo em panquecas. Também são realizadas atividades ao ar livre, como escalar colinas ou montanhas para piqueniques |
| Dia da Mães                                                                                     | 16 de Novembro                          | Homenagem à todas as mães | É um dos feriados menos prestigiados e comemorados no país, foi oficializado apenas em 2012. |
| Dongji                                                                                          | 20 de Dezembro                          | Solstício de inverno | Baseado no Calendário Coreano |
| Dia de Kim Jong Suk                                                                             | 24 de Dezembro                          | Comemora o aniversário de Kim Jong Suk. | Kim Jong Suk, que muitas vezes é referenciada como "Mãe da Coreia", é uma heroína coreana que atuou como uma ativista comunista e lutou em guerrilhas pela independência coreana durante a ocupação japonesa da Coreia. |
| Dia da Constituição                                                                             | 27 de Dezembro                          | Ratificação da Constituição Socialista da República Popular Democrática da Coreia, em 27 de dezembro de 1972.                                                     | A primeira constituição da Coreia do Norte foi promulgada em 1948. Em 23 de outubro de 1972, uma nova constituição, intitulada "Constituição Socialista da República Popular Democrática da Coreia", passou por processo de criação e, em 27 de Dezembro do mesmo ano, a constituição foi promugada. |
| Véspera de Ano-Novo                                                                             | 31 de Dezembro                          | Encerramento do ano no Calendário Gregoriano | Durante a noite, são feitas apresentações de artistas, uma das apresentações mais famoso é a da Banda Moranbong na Praça Kim Il Sung. A data também marca o encerramento do ano no Calendário Juche. |

## Galeria

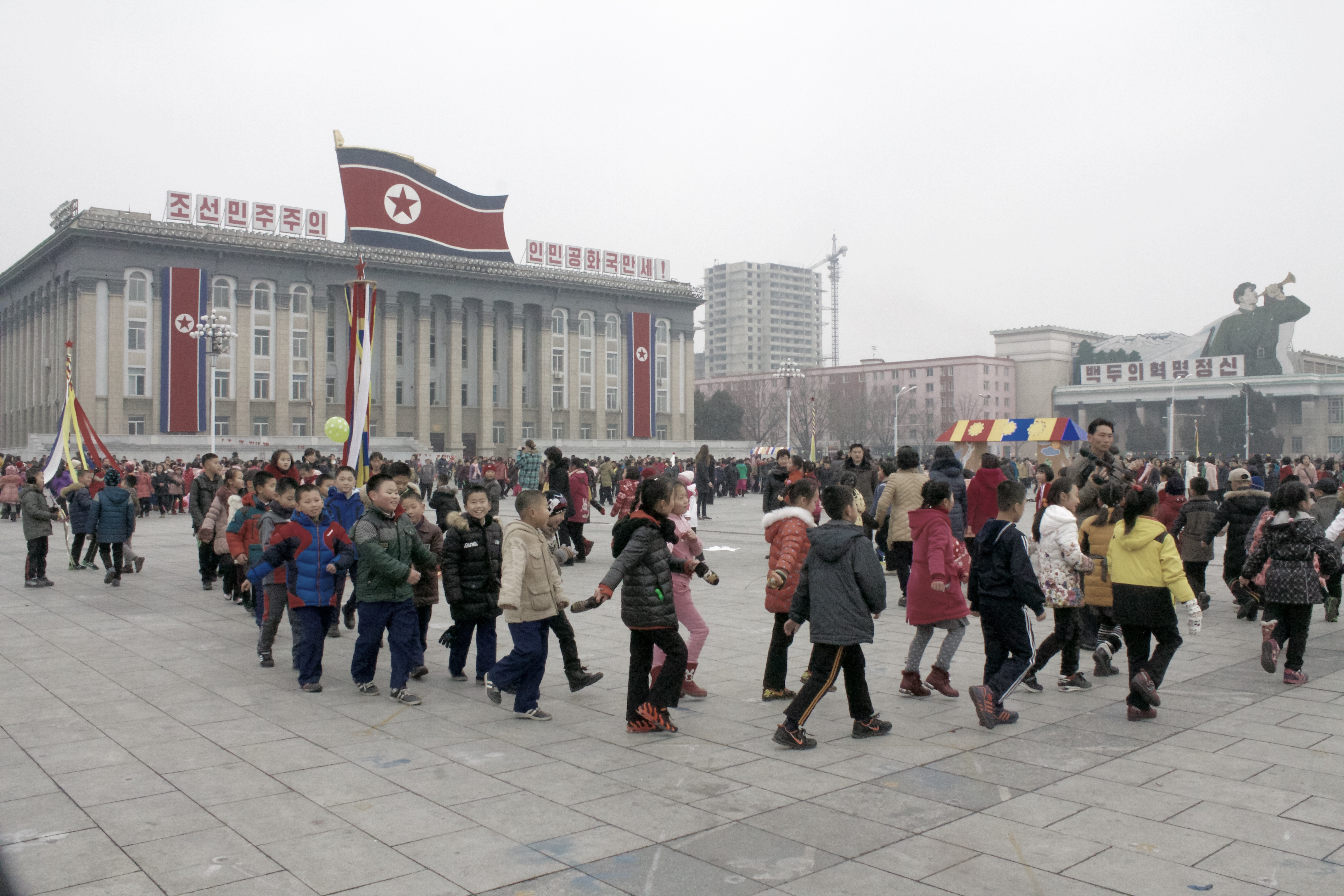
Crianças brincam na Praça Kim Il Sung em comemoração ao Ano-Novo
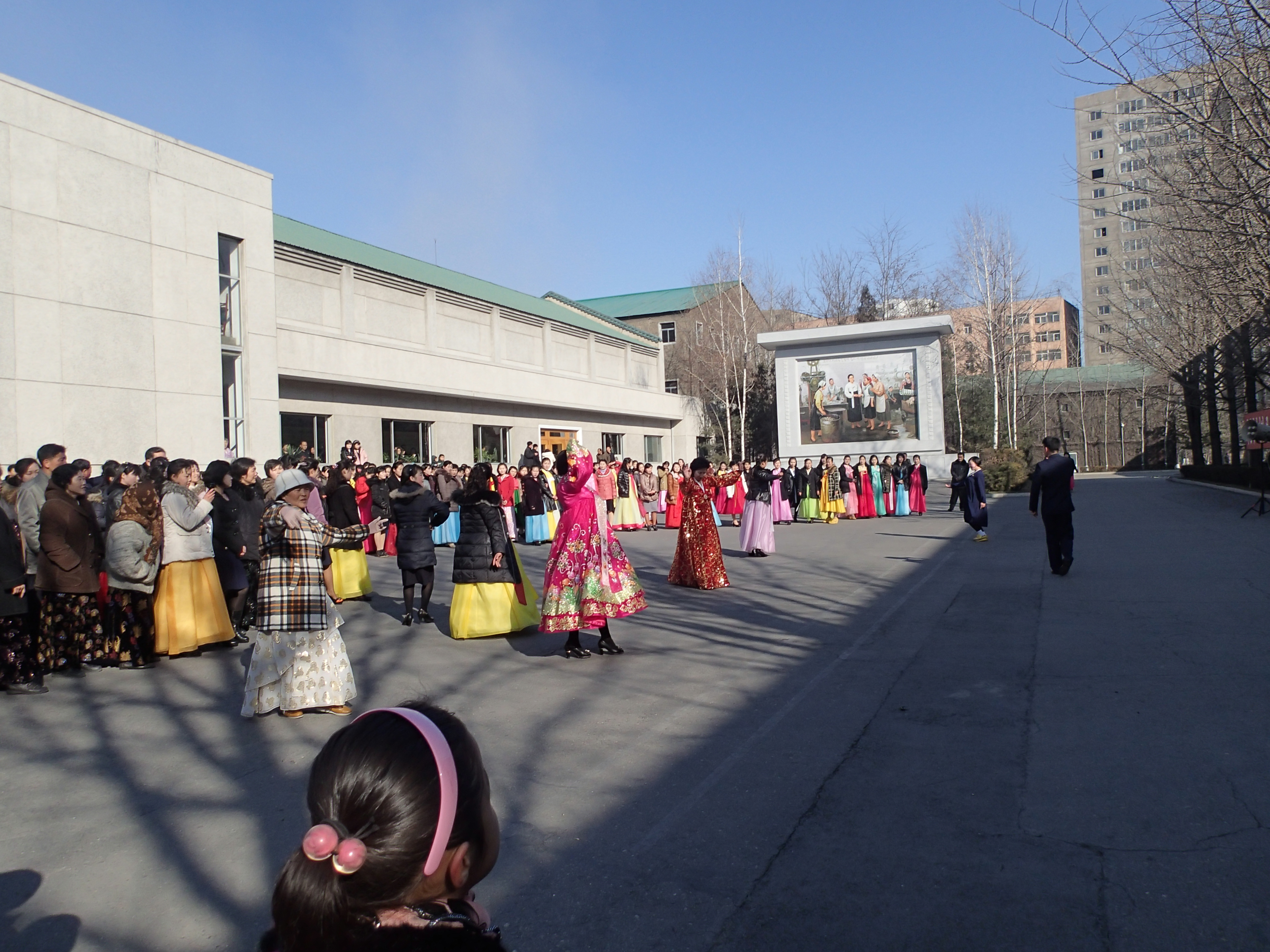
Mulheres norte-coreanas comemoram o Dia Internacional da Mulher Trabalhadora
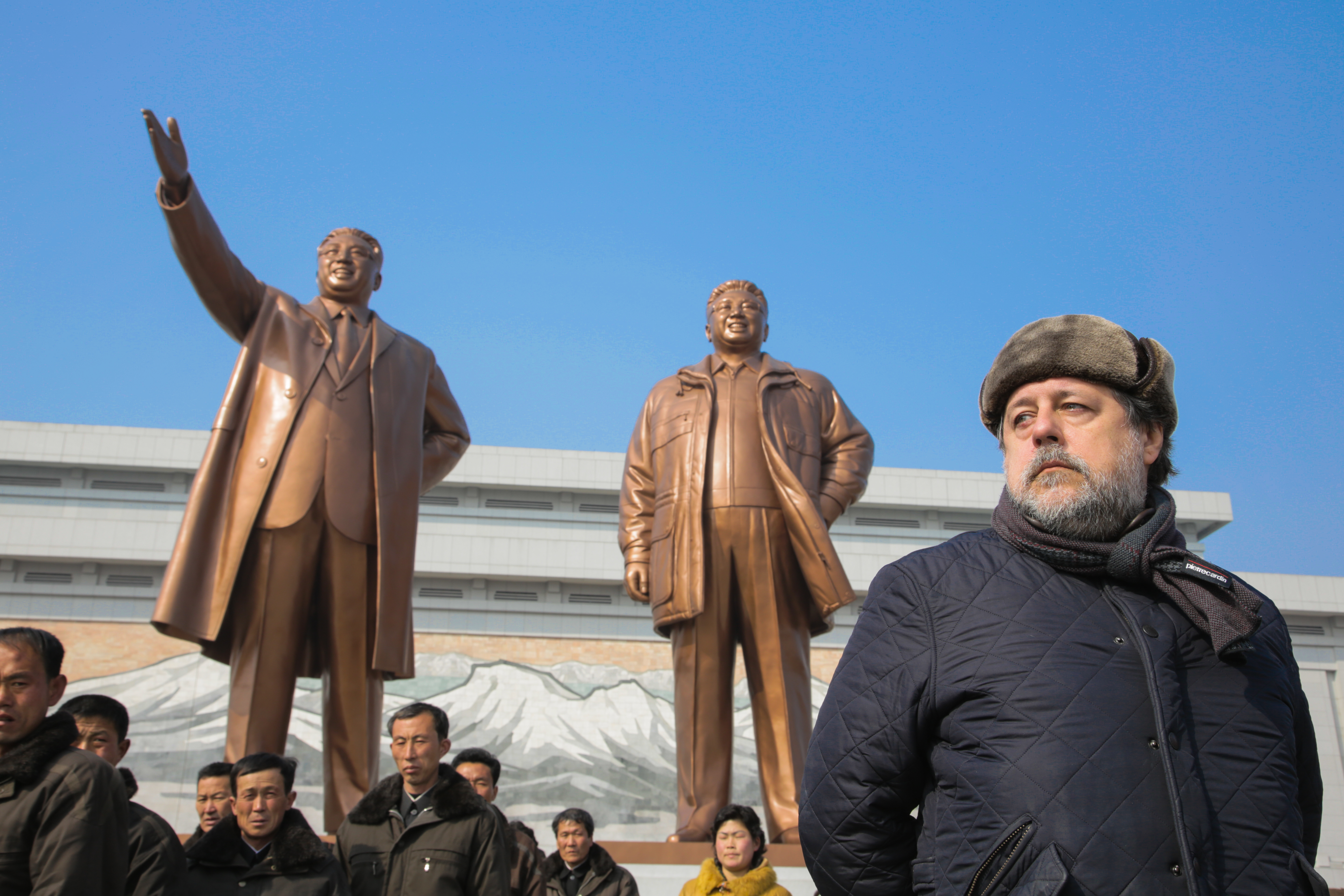
Visita ao Grande Monumento da Colina Mansu no Dia da Estrela Brilhante
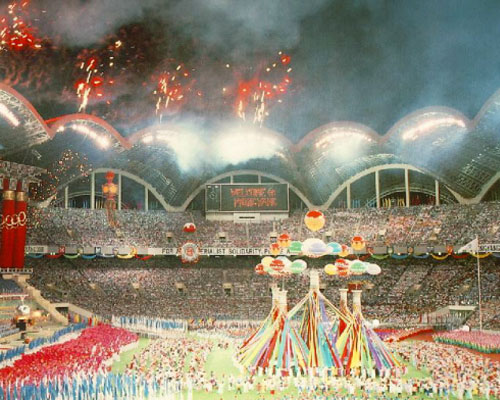
Festival Arirang em comemoração ao Dia do Sol
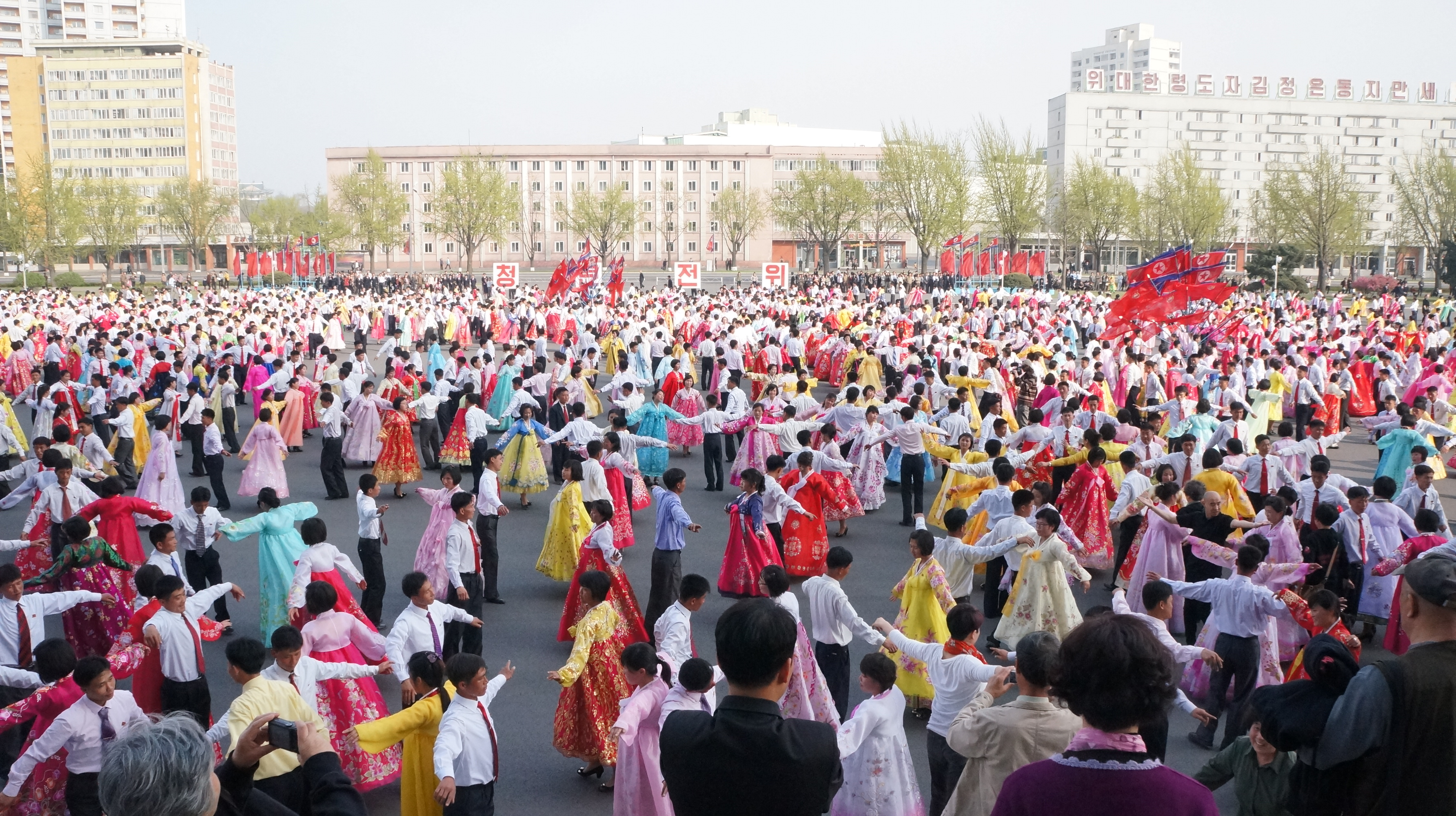
Jovens comemoram o Dia do Sol
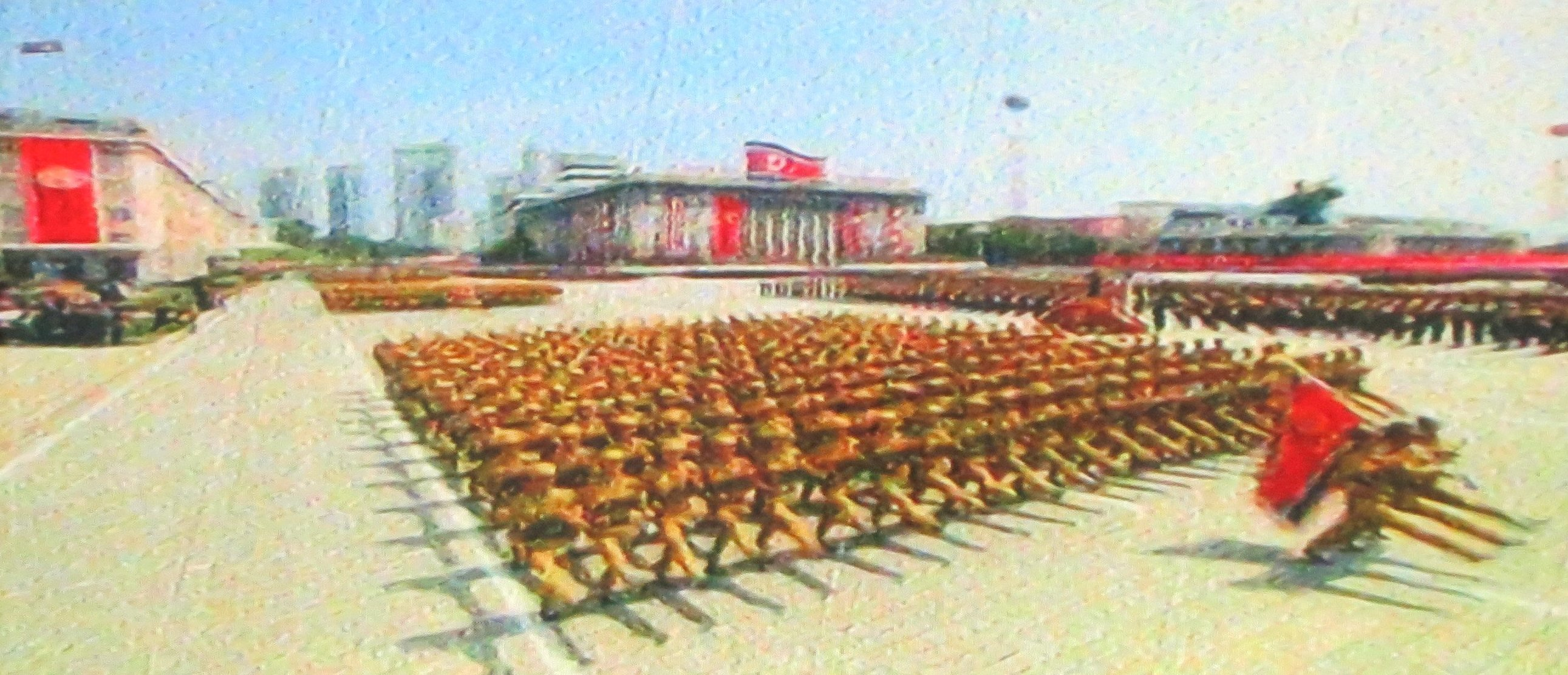
Marcha militar em referência ao Dia da Vitória na Grande Guerra de Libertação da Pátria